# 초당대학교
초당대학교(草堂大學校, Chodang University)는 전라남도 무안군에 위치한 대한민국의 사립 대학이다.

## 연혁
1993년 11월 30일, 백제약품과 초당약품공업 등의 창업자인 김기운이 설립한 학교법인 초당학원에 의하여 사립 산업대학인 초당산업대학교가 설립되었다. 1994년 3월 7일 개교하였다. 2011년 3월 18일, 일반대학으로 전환하여 초당대학교로 교명을 변경했다. 2014년 4월 개교 20주년을 맞이하였다.

## 교육편제

### 학부
초당대학교 학부 과정은 단과대학과 독립 학부 체계로 이루어진다. 단과대학으로 항공대학, 간호대학 2개 대학을 설치하여 하위로 9개 학과를 설치하고 있다. 독립 학부로 공공행정학부, 창업융합학부를 두고 있으며, 12개 학과를 하위로 편제한다.

### 대학원
초당대학교 대학원은 일반 1개원, 특수 1개원으로 구성한다. 일반대학원의 경우, 석사과정 4학과, 박사과정 4학과를 설치하고 있다. 특수대학원으로 산업대학원을 설치하고 있다.

## 같이 보기
- 백제약품
- 초당약품공업